# Canova Olzano
Olzano è una frazione del comune cremonese di Soresina posta a sudovest del centro abitato.

## Descrizione
Olzano è situata a circa un chilometro in direzione sud est rispetto a Soresina; il suo nucleo sorge su un originario insediamento di epoca romana ed è più antico di quello della stessa Soresina: esso consiste in una chiesa, circondata da alcune cascine tipiche e alcuni edifici adibiti a private abitazioni.
Nel pavimento della chiesa vi era incorporata una lapide romana, ora esposta al Museo Archeologico di Milano.

## Storia
La località era un piccolo borgo agricolo di antica origine del Contado di Cremona con 300 abitanti a metà Settecento insieme alla Cà Nova.
In età napoleonica, dal 1809 al 1816, Cà Nova con Olzano fu già frazione di Soresina, recuperando però l'autonomia con la costituzione del Regno Lombardo-Veneto.
All'unità d'Italia nel 1861, il comune contava 369 abitanti.
Nel 1868 il comune di Canova Olzano venne aggregato al comune di Soresina.